# إميرجنت بايوسوليوشن
شركة إميرجنت بايوسوليوشن. هي شركة أمريكية متعددة الجنسيات متخصصة في الأدوية الحيوية ومقرها في جايثرسبيرج بولاية ماريلاند .  وهي تعمل على تطوير اللقاحات والعلاجات بالأجسام المضادة للأمراض المعدية والجرعات الزائدة من المواد الأفيونية ، كما توفر الأجهزة الطبية لأغراض الدفاع البيولوجي.
من بين منتجات الشركة لقاح بيوثراكس المثير للجدل (لقاح الجمرة الخبيثة الممتز)،  وهو لقاح الجمرة الخبيثة الوحيد المرخص من إدارة الغذاء والدواء الأمريكية (FDA)، وناركان ( نالوكسون ) لعلاج حالات الجرعة الزائدة من المواد الأفيونية في حالات الطوارئ. كما تُصنّع الشركة أدوية للأمراض المُعدية مثل الكوليرا والتيفوئيد.

أثناء جائحة كوفيد-19 ، أنتجت شركة إميرجنت بايوسوليوشن أيضًا لقاحات لقاح جونسون آند جونسون كوفيد-19 و لقاح أكسفورد–آسترازينيكا في أحد مصانعها؛ ومع ذلك، اتسم هذا الأمر بالتلوث ومشاكل الإنتاج الأخرى، واضطررنا إلى التخلص من ملايين الجرعات من اللقاح.

## أنظر أيضاً
- هجمات الجمرة الخبيثة عام 2001
- سم الجمرة الخبيثة
- برنامج التحصين ضد الجمرة الخبيثة
- التكنولوجيا الحيوية
- قائمة شركات الأدوية
- قائمة مواضيع اللقاحات
- النالوكسون
- صناعة الأدوية

## روابط خارجية
- الموقع الرسمي